# Katur, Nanjangud
Katur là một làng thuộc tehsil Nanjangud, huyện Mysore, bang Karnataka, Ấn Độ.